# 死を処方する男 ジャック・ケヴォーキアンの真実
『死を処方する男 ジャック・ケヴォーキアンの真実』（You Don't Know Jack）は、バリー・レヴィンソン監督による2010年のアメリカ合衆国のテレビ映画である。アル・パチーノがジャック・ケヴォーキアンを演じる。

## あらすじ
アメリカ・ミシガン州。医師のジャック・ケヴォーキアンは尊厳死、安楽死について、アメリカは厳格すぎる、医師介助の尊厳死を認めるべきだと考えている。
そしてジャックは姉のマーゴ、技師のニール、尊厳死を考える会のジャネットの協力を得て、自らの意志に反して生かされている末期患者に対して、手作りの装置を使った「自殺幇助」活動を始める。この装置は、ジャック自身が罪に問われないよう、本人のわずかな動作による意志表示で引き金が引けるようになっている。
ジャックの自殺幇助に関して「思いやりか、殺人か」をテーマにメディアに登場し、警察の取り調べに対してはやり手弁護士のジェフリーに頼って、自殺関与で逮捕され検察に起訴されても裁判にはならない。検察は訴えても裁判で勝てないと諦めていて、それは患者の意志表示をビデオ撮影して、陪審員の理解を促し無罪に導いているからである。
しかし、医師免許を剥奪され、薬剤の入手が困難になり、反対する団体の妨害にあう。だが、回復の見込みがあったり、時期尚早と思われる場合は求めに応じないという基本線を守って、その行動は続く。
やがてジャックの姉マーゴが心臓発作で死去し、ガンを患ったジャネットが望んだ尊厳死を執行し、またミシガン州知事が尊厳死を禁止する事態となる。
更に弁護士ジェフリーが州知事選に出馬することになり、彼は「自殺幇助反対」を掲げ、ジャックと対立する。ジャックは次に進むために、自ら注射することを決意して、ALS患者の死に自ら手を下し、その模様をビデオに収める。「命の終え方を自分で決められないのは何故？末期患者の救いは？」と訴えるビデオを持って、全米で放送することをマスコミに頼む。
ついにミシガン州の検察は殺人罪だけでジャックを起訴する。それは陪審員の同情を買う患者側の弁護材料をつぶすためである。「苦痛からの解放」という遺族証言は退けられ、ジャックの「医療であり殺人ではない」という主張は認められず、有罪判決が下り収監される。
最高裁まで争うが、結局アメリカでの尊厳死の法制化はなされず、ジャックは8年半服役し79歳で釈放された。

## キャスト
- アル・パチーノ - ジャック・ケヴォーキアン
- ダニー・ヒューストン - ジェフリー・フィーガー（英語版）
- スーザン・サランドン - ジャネット・グッド
- ブレンダ・ヴァッカロ - マーゴ・ジャヌス
- ジョン・グッドマン - ニール・ニコル
- ジェームズ・アーバニアク（英語版）
- エリック・ラング（英語版）
- ジョン・エングラー（英語版）
- リチャード・E・カウンシル（英語版）
- サンドラ・シーキャット（英語版）

## 主な受賞・ノミネート
| 賞                       | 部門                                             | 対象                                              | 結果       |
| ------------------------ | ------------------------------------------------ | ------------------------------------------------- | ---------- |
| プライムタイム・エミー賞 | 主演男優賞（テレビ映画部門）                     | アル・パチーノ                                    | 受賞       |
| プライムタイム・エミー賞 | テレビ映画賞                                     | 『死を処方する男 ジャック・ケヴォーキアンの真実』 | ノミネート |
| プライムタイム・エミー賞 | テレビ映画助演男優賞                             | ジョン・グッドマン                                | ノミネート |
| プライムタイム・エミー賞 | テレビ映画助演女優賞                             | ブレンダ・ヴァッカロ スーザン・サランドン         | ノミネート |
| プライムタイム・エミー賞 | テレビ映画脚本賞                                 | アダム・メイザー                                  | 受賞       |
| ゴールデングローブ賞     | 主演男優賞（ミニシリーズ・テレビ映画部門）       | アル・パチーノ                                    | 受賞       |
| ゴールデングローブ賞     | ミニシリーズ・テレビ映画賞                       | 『死を処方する男 ジャック・ケヴォーキアンの真実』 | ノミネート |
| 放送映画批評家協会賞     | テレビ映画賞                                     | 『死を処方する男 ジャック・ケヴォーキアンの真実』 | ノミネート |
| 全米映画俳優組合賞       | 男優賞（テレビ映画・ミニシリーズ）               | アル・パチーノ                                    | 受賞       |
| 全米映画俳優組合賞       | 男優賞（テレビ映画・ミニシリーズ）               | ジョン・グッドマン                                | ノミネート |
| 全米映画俳優組合賞       | 女優賞（テレビ映画・ミニシリーズ）               | スーザン・サランドン                              | ノミネート |
| サテライト賞             | テレビ映画賞                                     | 『死を処方する男 ジャック・ケヴォーキアンの真実』 | ノミネート |
| サテライト賞             | テレビ映画主演男優賞（ミニシリーズ・テレビ映画） | アル・パチーノ                                    | 受賞       |
| サテライト賞             | テレビ映画助演女優賞                             | ブレンダ・ヴァッカロ                              | 受賞       |